# Fiat 6
Fiat 6 (Fiat 50-60 HP) — легковой автомобиль, выпускавшийся компанией Fiat с 1910 по 1914 год.
Автомобиль оснащался двигателем, объемом 9017 куб. см, мощностью 75 л. с., который позволял развивать скорость до 110 км/ч. 
"Tipo 6" пришел на смену модели Fiat 50 HP и был одним из самых роскошных автомобилей своего времени. В 1921 году ему на смену пришел Fiat 520 "Superfiat".
Всего выпущено 84 автомобиля, из них большая часть экспортирована в США.